# تیم ملی والیبال زنان پرو
تیم ملی والیبال زنان پرو تیم ملی والیبال زنان کشور پرو است.